# Cletemspolder
De Cletemspolder is een driehoekvormige polder tussen Nieuwesluis en Nieuwvliet-Bad, behorende tot de Catspolders.
De polder werd ingedijkt in 1613, mede door toedoen van Jacob Cats. Ze is gelegen aan het Wielingen en wordt aan de landzijde begrensd door de Zeeweg en de Clethemsweg. Ze is 18 ha groot.
In 2000 werd de polder ingericht tot nieuw natuurgebied, met binnenduintjes achter de reeds bestaande duinen, graslanden, kreken en bosjes. Aan de oost- en westhoeken van de driehoek zijn er parkeerplaatsen, en er loopt een wandelpad door het gebied met een zelfbedieningsveerpontje over één der aangelegde kreken.
Het gebied sluit in het oosten aan bij de Groedse Duintjes